# Peildeck

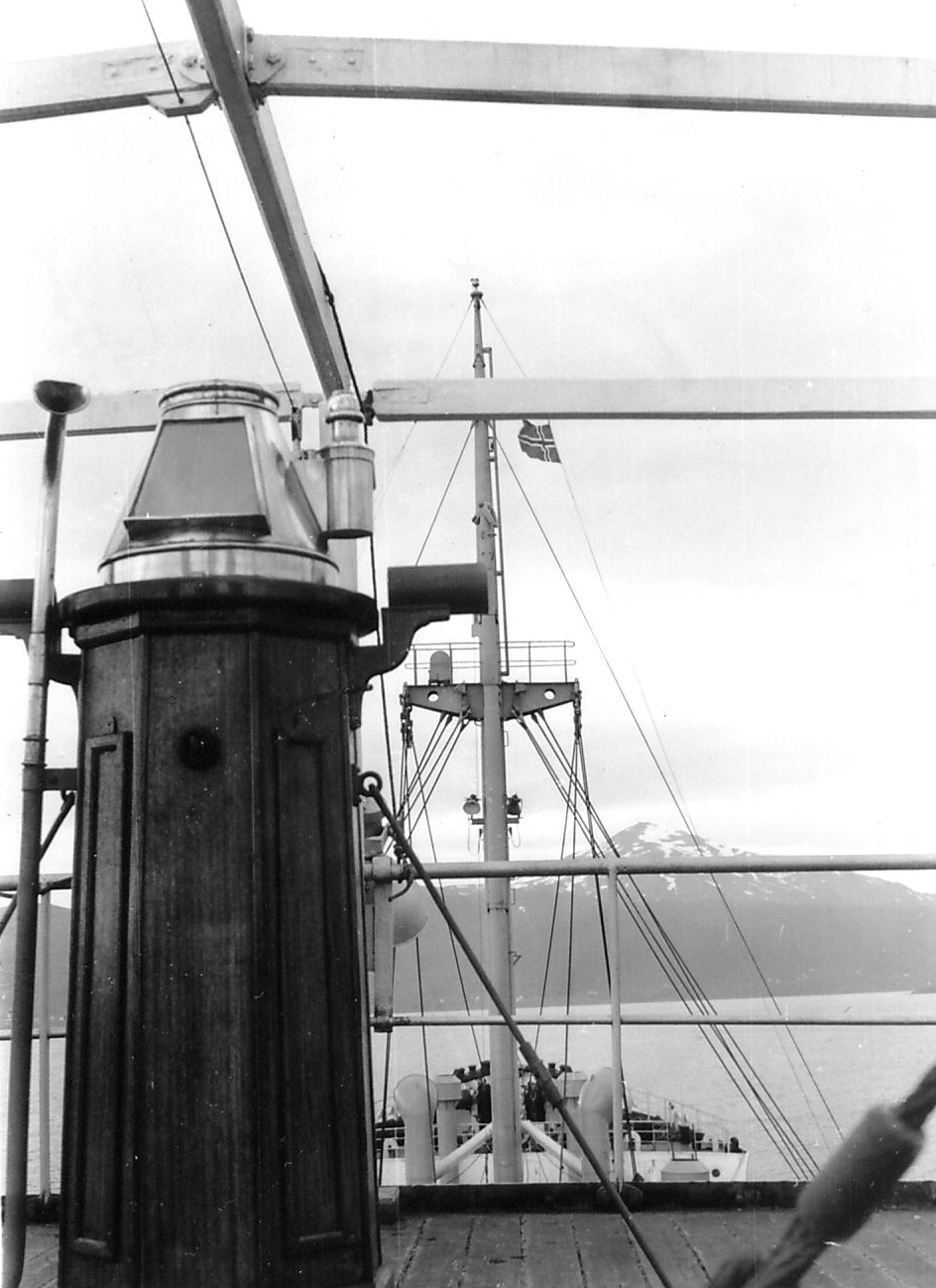
Peildeck und Magnetkompass eines Frachtschiffs – 1957

Als Peildeck bezeichnet man ein bestimmtes Schiffsdeck auf einem Schiff.

## Definition
Das Peildeck ist im Normalfall das am höchsten gelegene Deck auf einem Schiff. Von hier wurde früher die Positionsbestimmung des Schiffes durch Peilung durchgeführt. Heute befinden sich auf dem Peildeck verschiedene Antennenanlagen, wie Radar-, GPS- und Funkantennen und andere navigatorische und sicherheitsrelevante Hilfsmittel. Dazu gehören auch Sensoren und Messgeräte für die Wetterbeobachtung und deren Aufzeichnungsgeräte. Dort ist auch der Magnetkompass aufgebaut, da das Peildeck das Deck ist, das den größten Abstand zum in der Regel aus Stahl gefertigten Schiffskörper hat. Aus Sicherheitsgründen ist er für jedes Schiff vorgeschrieben, falls der Kreiselkompass ausfällt. Unter dem Peildeck befinden sich gewöhnlich die Kommandobrücke des Schiffes mit dem Brückendeck. Hier sind auch die Navigationsräume und der Funkraum untergebracht.
Scherzhaft wird das Peildeck unter Seeleuten häufig „Monkey Island“ genannt, die Bezeichnung wird aber auch in der Fachliteratur verwendet. Der Begriff mag auf die Tatsache zurückgehen, dass sich das Peildeck bei Segelschiffen an einem der Masten befand und Seeleute dieses Deck nur über die Takelage erreichen konnten, über die sie wie Affen klettern mussten.